# Болотник бахромчатый
Боло́тник бахро́мчатый (лат. Callītriche fimbriāta) — однолетние водное растение; вид рода Болотник (Callítriche), семейства Подорожниковые (Plantaginaceae).
По данным The Plant List на 2013 год, название Callitriche fimbriata (Schotsman) Tzvelev является синонимом действительного названия Callitriche truncata subsp. fimbriata Schotsman.

## Ареал и среда обитания
Эндемик Прикаспийской низменности. Обитает в мелких временных пресных и солоноватых водоемах.

## Описание
Однолетнее растение. Травянистое, водяное. Высота от 5 до 30 см, обладает тонким стеблем и супротивными цельными листьями без прилистников. Все листья погружённые, широколинейные, близ основания немного расширенные, полупрозрачные, с одной жилкой, на верхушке выемчатые.
Цветки однополые, без околоцветника, расположены в пазухах листьев по 1—2, у представителей рода обычно отмечаются женские и обоеполые особи, тычиночные цветки состоят из одной тычинки, обычно на растении они располагаются выше женских, пестичные цветки имеют один двухгнёздный пестик, распадающийся при созревании плодов на 4 мерикарпия.
Плоды на ножках длинной от 0,3 до 1,2 мм, около 1 мм в диаметре, по килям с очень узким крылом, голым или бахромчатым от коротких волосков. Созревание плодов в конце мая — начале июня.

## Охрана
Включен в Красную книгу Волгоградской области.